# Gonatium japonicum
Gonatium japonicum là một loài nhện trong họ Linyphiidae.
Loài này thuộc chi Gonatium. Gonatium japonicum được Eugène Simon miêu tả năm 1906.